# Canthidium latum
Canthidium latum е вид бръмбар от семейство Листороги бръмбари (Scarabaeidae). Видът не е застрашен от изчезване.

## Разпространение и местообитание
Разпространен е в Боливия.
Обитава гористи местности, планини, възвишения, ливади и пасища.